# Андерсон-Бриньяк, Лорен
Ло́рен А́ндерсон-Бринья́к (англ. Lauren Anderson-Brignac; 6 июня 1980, Милуоки, Висконсин, США) — американская фотомодель и активистка по борьбе за права животных.

## Биография
Лорен Андерсон родилась 6 июня 1980 года в Милуоки (штат Висконсин, США). Окончила Флоридский университет.
Стала Playmate мужского журнала «Playboy» в июле 2002 года. Появилась во многих видео «Playboy». В 2006 году снялась в телефильме «Headlights and Tailpipes».
С 7 ноября 2014 года Лорен замужем за бейсболистом Ридом Бриньяком, с которым она встречалась 4 года до их свадьбы. У супругов есть два сына — Рид Майкл Бриньяк-младший (род. 10. марта 2012) и Джейс Андерсон Бриньяк (род. 5 анваря 2017).

## Выступления на телевидении
Андерсон появлялась в сериалах «Девочки по соседству», «Фактор страха», «Шоу Говарда Стерна» и «Два Кори».